# Masia i cellers Bach
La masia i cellers Bach és un conjunt d'edificis del municipi de Sant Esteve Sesrovires (Baix Llobregat), inclosos en l'Inventari del Patrimoni Arquitectònic de Catalunya.

## Descripció
Es tracta de diverses construccions, algunes dedicades a habitatge i altres a la producció vinatera, situades a la part lateral i posterior de la casa, que té l'estructura de masia.
És un gran casal de planta baixa, pis, golfes amb dues ales laterals, una torratxa en un dels costats i un cos en el costat esquerre dedicat a capella. La composició de buits i plens posa en relleu la simetria del conjunt tot i que les obertures la majoria amb llinda i d'altres, com la galeria correguda de les golfes, sigui en arc de punt rodó. La porta d'accés és en dovelles sobre la qual es troba una balconada de brèndoles de ferro forjat. En el capcer figura esgrafiat un rellotge de sol i la forma ondulant del coronament mostra cert parentiu barroquitzant amb hídries de terracota en els extrems. Tot el parament està arrebossat i estucat, que en planta baixa imita l'encoixinat, amb relació a la resta que és llis. En la façana del pis principal figuren dos plafons esgrafiats amb el motiu d'unes copes i sanefes. En el conjunt es pot trobar relació amb l'arquitectura vernacular i toscana, sobretot en el cos d'edifici destinat a capella amb els arcs ritmats i els òculs amb els que s'alterna.

## Història
L'antiga finca de Ca n'Estrada, els orígens de la qual es remunten al segle xviii, va ser adquirida el 1915 pels germans Pere i Ramon Bach i Escofet per a destinar-la a la producció vitivinícola. El projecte va ser encarregat a l'arquitecte Josep Sala, el qual realitzà un viatge a Itàlia i França per a prendre model del que volien els germans Bach. La producció de la Masia Bach va tenir una bona presència a l'Exposició Internacional de Barcelona del 1929.
El 1936, Ramon Bach va ser assassinat per les patrulles de control i el seu germà Pere va vendre la finca el 1942. El 1975 va ser adquirida per la família Raventós, integrant-se al grup Codorniu.